# Ірсу
Ірсу́ (каз. Иірсу) — село у складі Тюлькубаського району Туркестанської області Казахстану. Входить до складу Майликентського сільського округу.
У радянські часи село називалось Раєвка.
Населення — 64 особи (2021; 148 у 2009, 212 у 1999, 207 у 1989).